# Eduard Jacobson

Eduard Jacobson

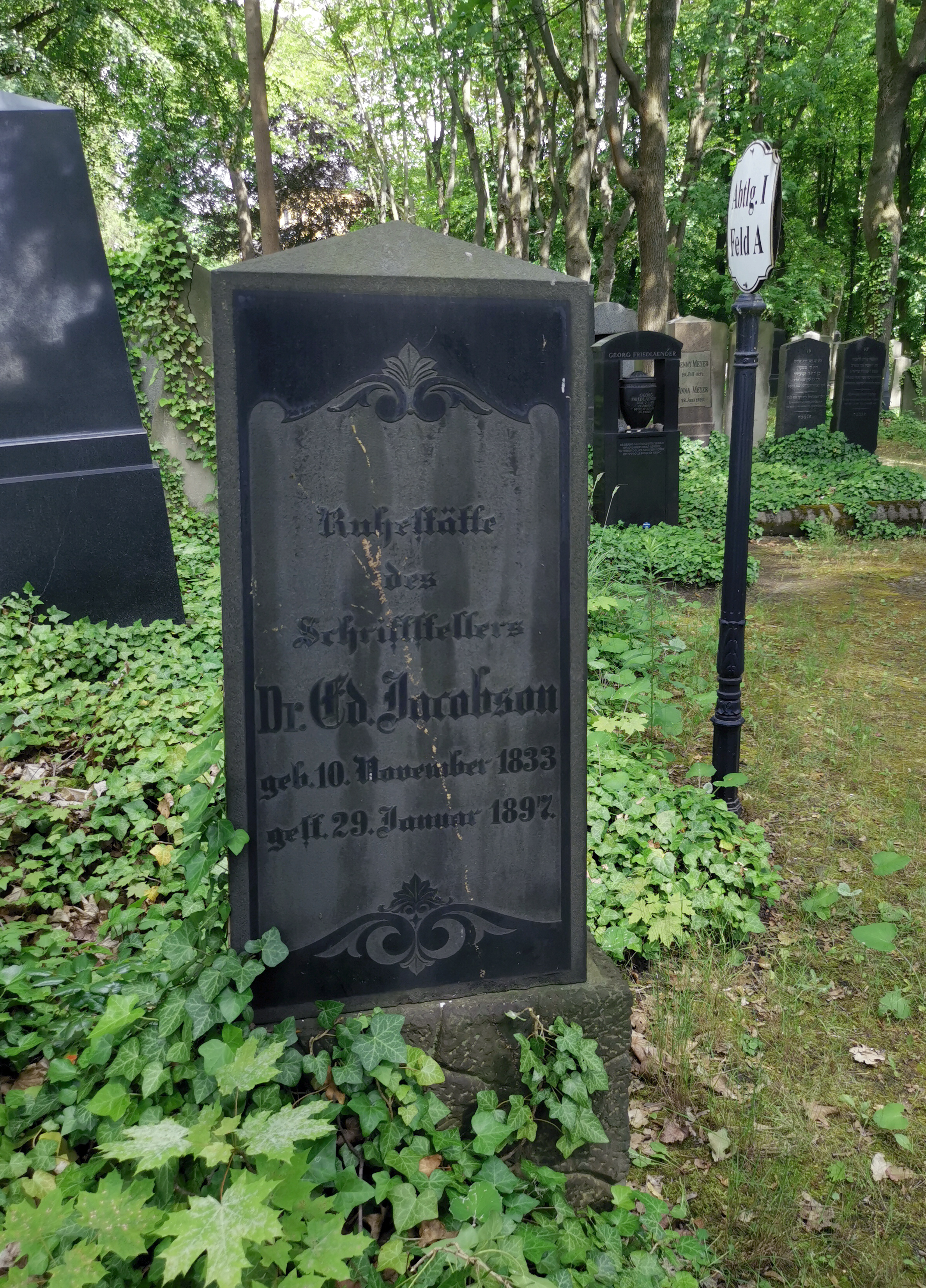
Grab auf dem Jüdischen Friedhof Berlin-Weißensee

Eduard Jacobson (* 10. November 1833 in Groß Strehlitz, Oberschlesien; † 29. Januar 1897 in Berlin) war ein deutscher volkstümlicher Dramatiker. Seine Possen gehörten im Berlin der zweiten Hälfte des 19. Jahrhunderts zu den meistgespielten Stücken.

## Leben
Jacobson, Sohn des Rabbiners Jacob Jacobson (1811–1885) und seiner ersten Ehefrau Dorothea Biraver, besuchte von 1846 bis 1850 das Gymnasium in Oels und danach bis 1854 das Gymnasium in Ostrowo. Von 1854 bis 1858 studierte er Medizin an der Berliner Friedrich-Wilhelms-Universität und promovierte dort Anfang 1859 zum Dr. med.
Der bereits 1856 während seiner Studienzeit verfasste Schwank Faust und Gretchen wurde ein Publikumserfolg, woraufhin sich Jacobson nach seinem Studium ganz auf die Produktion meist einaktiger Gesangspossen verlegte. Die meisten seiner (teilweise in Zusammenarbeit mit anderen Autoren wie O. F. Berg, Otto Girndt, Gustav von Moser, Julius Rosen und Rudolf Kneisel verfassten) Stücke gehörten zum Repertoire von Bühnen in ganz Deutschland. Einige Stücke schrieb er auch Sophie König auf den Leib.
Seine Posse 500 000 Teufel erlebte in Berlin über 300 Aufführungen hintereinander.
Seit 1863 war er mit der in Berlin geborenen Marie Clara Agnes Lange verheiratet.
Jacobson wurde auf dem Jüdischen Friedhof Berlin-Weißensee beigesetzt (Feld A 1).

## Stücke (Auswahl)
- Faust und Gretchen (Berlin 1856), Mitautor Theodor Lobe
- Verwandlungen, oder: für jeden etwas! (Berlin 1858)
- Meine Tante - deine Tante! (Berlin 1858)
- Bei Wasser und Brot (Berlin 1859)
- Lady Beefsteak (Berlin 1860)
- Wer zuletzt lacht (Berlin 1861), Musik von August Conradi
- 500 000 Teufel (Berlin 1862)
- Lehmanns Jugendliebe (Berlin 1862)
- Backfische, oder: ein Mädchen-Pensionat (Berlin 1864), Musik von Gustav Michaelis
- Seine bessere Hälfte (Berlin 1864)
- Narziß im Frack (Berlin 1865), Soloszene
- Becker's Geschichte (Berlin 1867)
- Singvögelchen (Berlin 1867), Musik von Thuiskon Hauptner
- Humor verloren - alles verloren! (Berlin 1867)
- Kammerkätzchen (Berlin 1869)
- 1733 Thaler 22½ Silbergroschen (Berlin 1870)
- Triesel und Wiesel (Berlin 1872), Musik von Gustav Lehnhardt
- Des Lebens Mai (Berlin 1872), Musik von C. und H. Schröder
- Die schöne Sünderin (Berlin 1873) mit Carl Görlitz, Musik von August Conradi
- Im Himmel (Berlin 1873) mit Julius Rosen, Musik von O. Lehnhardt
- Je toller, je besser! (Berlin 1874) mit Julius Rosen, Musik von Gustav Michaelis
- Die Galloschen des Glücks (Berlin 1876) mit Otto Girndt
- Hotel Klingebusch (Berlin 1877) mit Rudolf Kneisel, Musik von Gustav Michaelis
- Die Lachtaube (Berlin 1883)
- Der jüngste Leutnant (Berlin 1883)
- Das lachende Berlin (Berlin 1886) mit Heinrich Wilken, Musik von H. Grau
- Ein gemachter Mann (Berlin 1886), Jacobsons 100. Bühnenstück
- Was den Frauen gefällt (Berlin 1887)
- Der Nachbar zur Linken (Berlin 1887)
- Die Salontirolerin (Berlin 1888) mit Engelbert Karl, Musik von Franz Roth
- Ein weißer Rabe (Berlin 1888) mit Otto Girndt
- Goldfuchs (Berlin 1890)
- Das schöne Geschlecht, mit R. Hahn, Musik von Gustav Michaelis

Die Textbücher zu den Stücken erschienen im Verlag von Eduard Bloch, in der Regel in der Reihe „Eduard Bloch's Dilettanten-Bühne“.